# Mstivoj
Mstivoj, anche conosciuto come Mistav, Mistui, Mistiwoi o Mystiwoi (... – 986) è stato un sovrano obodrita e Samtherrscher degli obodriti, appartenente alla dinastia naconide.

## Biografia

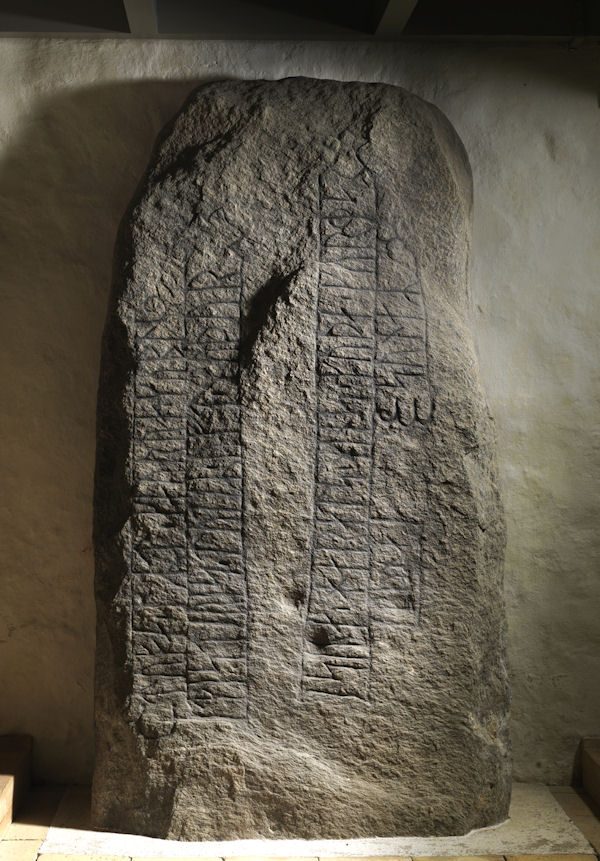
Pietra runica di Sønder Vissing I con inscrizioni che citano Mstivoj

Mstivoj, chiamato Mistav da Vitichindo di Corvey, viene da questi menzionato come figlio di Nakon e principe degli Obodriti nell'anno 967. Egli prese quindi questo titolo in una data imprecisata fra la morte del padre Nakon, avvenuta fra il 965 e il 966, e la data citata da Vitichindo.
Mstivoj stabilì la propria sede nella rocca di Meclemburgo, a sud dell'attuale Wismar, che divenne da allora la sede principale della dinastia naconide. Egli aveva aderito alla religione cattolica e durante il suo regno venne istituita la diocesi di Oldenburg (870 circa) in quella che al tempo era chiamata Starigard. 
Nel 981 Mstivoj partecipò alla spedizione in Italia dell'imperatore Ottone II con un suo contingente di cavalieri Obodriti guidati dal figlio Mistislaw. Sembra che l'appoggio di Mstivoj fosse legato anche alla promessa fatta dal duca Bernardo I di Sassonia di dare la sua nipote in sposa a Mistislaw. La spedizione si interruppe nel luglio del 982, allorquando le truppe dell'imperatore furono sconfitte dagli arabi nella battaglia di Capo Colonna, subendo pesanti perdite. Al suo ritorno in patria il duca Bernardo si rifiutò di mantenere la promessa scatenando quindi la collera di Mstivoj. Secondo alcuni storici questo evento determinò la partecipazione di Mstivoj e degli Obodriti alla rivolta slava del 983, anche se questa partecipazione è controversa.
Mstivoj morì nel 986, ma le circostanze di ciò sono sconosciute: o per la sua stessa morte, o durante le guerre con i duchi di Sassonia. Gli succedette suo fratello Mstidrag.

## Famiglia e figli
Mstivoj ebbe tre figli:
- Tofa che sposò Aroldo I di Danimarca[5];
- Hodica che divenne badessa del monastero di Meclemburgo[6] ;
- Mistislaw che fu principe degli Obodriti dopo la morte del padre[4].
- Estrid (?)